# Real (antigua moneda brasileña)
El Real fue la unidad monetaria utilizada en Brasil desde su colonización hasta el 5 de octubre de 1942 cuando fue sustituida por el cruzeiro a razón de 1 cruzeiro por mil reales.
Como esta unidad monetaria no era fraccionable (a diferencia del real adoptado en 1994 que se fracciona en centavos) predominaba el uso del término réis, en plural. En realidad, un real equivaldría a un céntimo, mientras que 100 réis equivaldrían a 1 real (la moneda actual, tomando en cuenta que esta comparación no es en el sentido de conversión de moneda). El réis funcionaba de forma similar al yen, moneda moderna que no está fraccionada. Además, como esta unidad monetaria circuló durante mucho tiempo en múltiplos de 1000, en la época se hizo común utilizar el término "mil-réis" (pronunciado "mirréis'") como si se tratara de una sola palabra o de una nueva unidad monetaria. "Mil-réis" sería hoy el equivalente genérico de "diez reales".
Conto de réis era una expresión adoptada en Brasil y Portugal para indicar un millón de réis (Rs 1:000$000). 
Al tratarse de una moneda no fraccionaria, de forma genérica y simplista un conto de réis equivaldría a "diez mil reales" en comparación con la moneda moderna (y si obviamos la conversión monetaria) "Conto" deriva del latín computus, la cuenta "diez veces cien mil".  Un conto de réis correspondía a mil veces la importancia de un mil-réis, por lo que el real es 1/1.000.000 de un conto de réis en la representación matemática decimal actual.
Un conto de réis era una suma de gran valor intrínseco: en 1833, 2,500 estaba representado por una oitava (equivalente a aproximadamente 3,59 gramos) de oro de veintidós quilates. con un conto de réis correspondiente a 1,4 kilogramos del mismo material.

Monedas
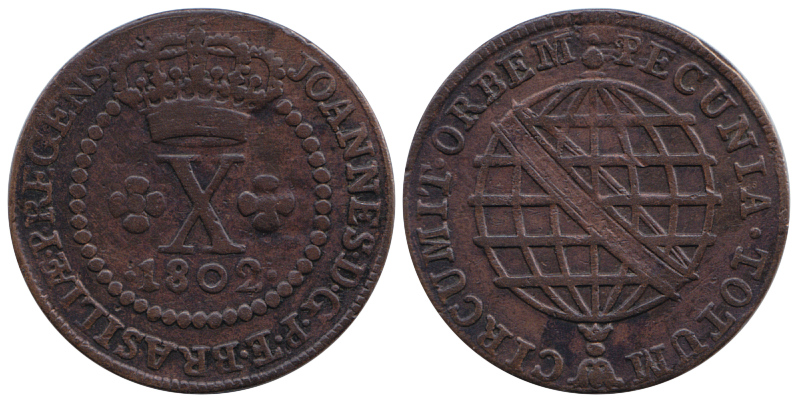
10 reales 1802, cobre, regente Juan VI
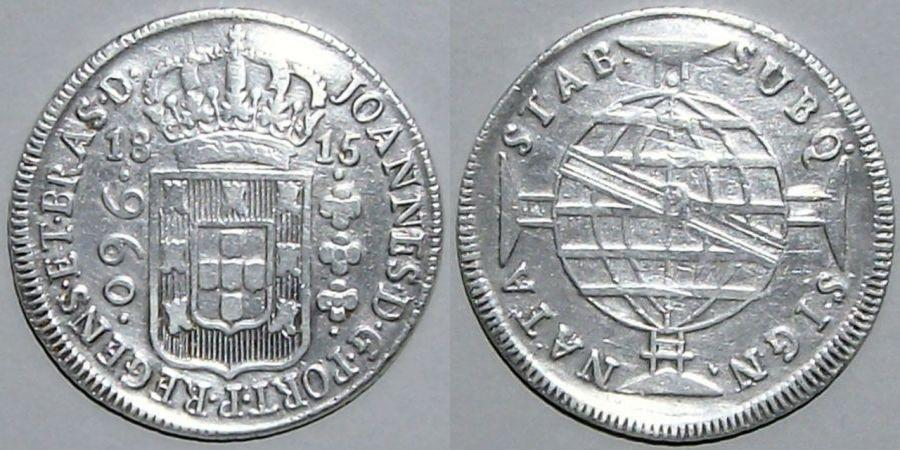
960 reales 1815, plata, rey Juan VI
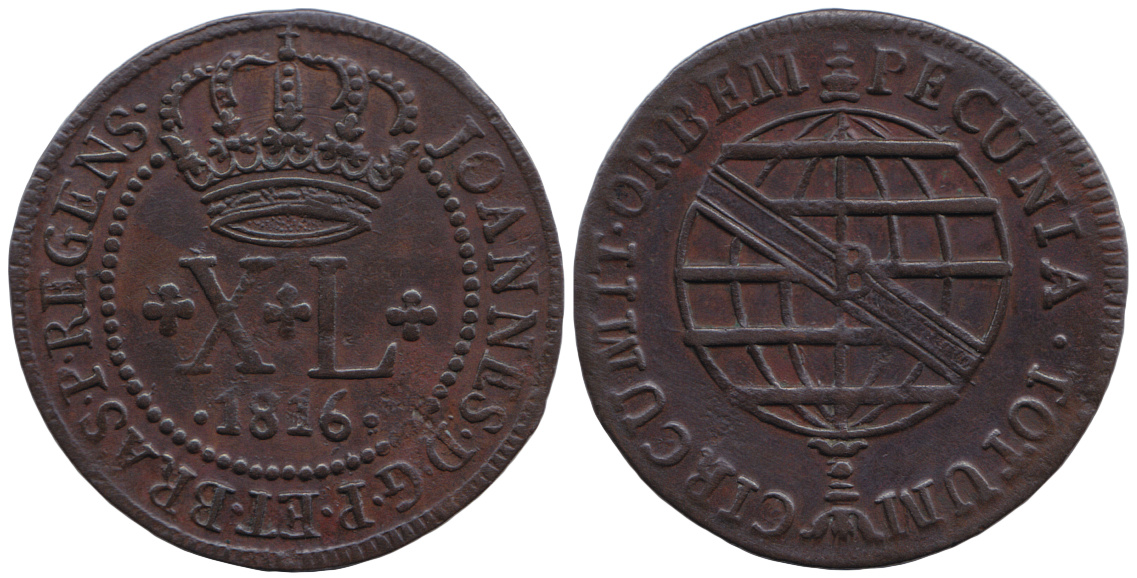
40 reales 1816, rey Juan VI
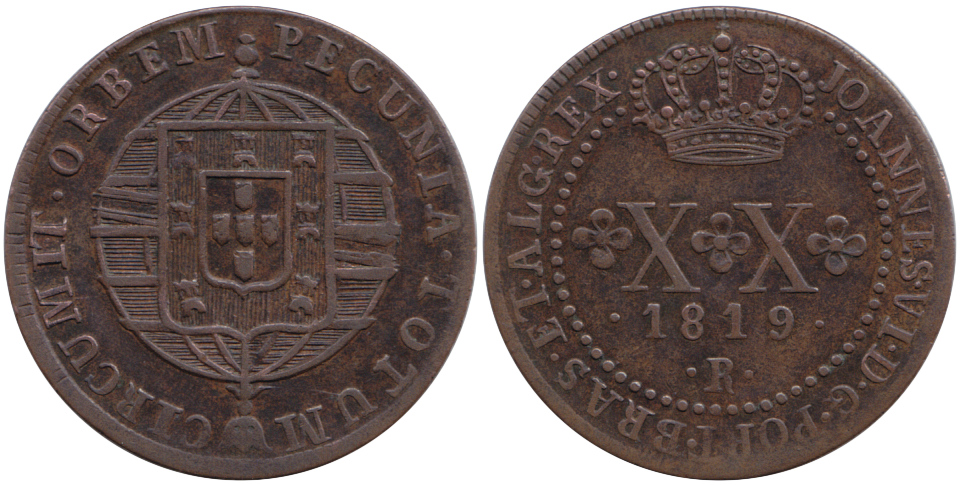
20 reales 1819, rey Juan VI
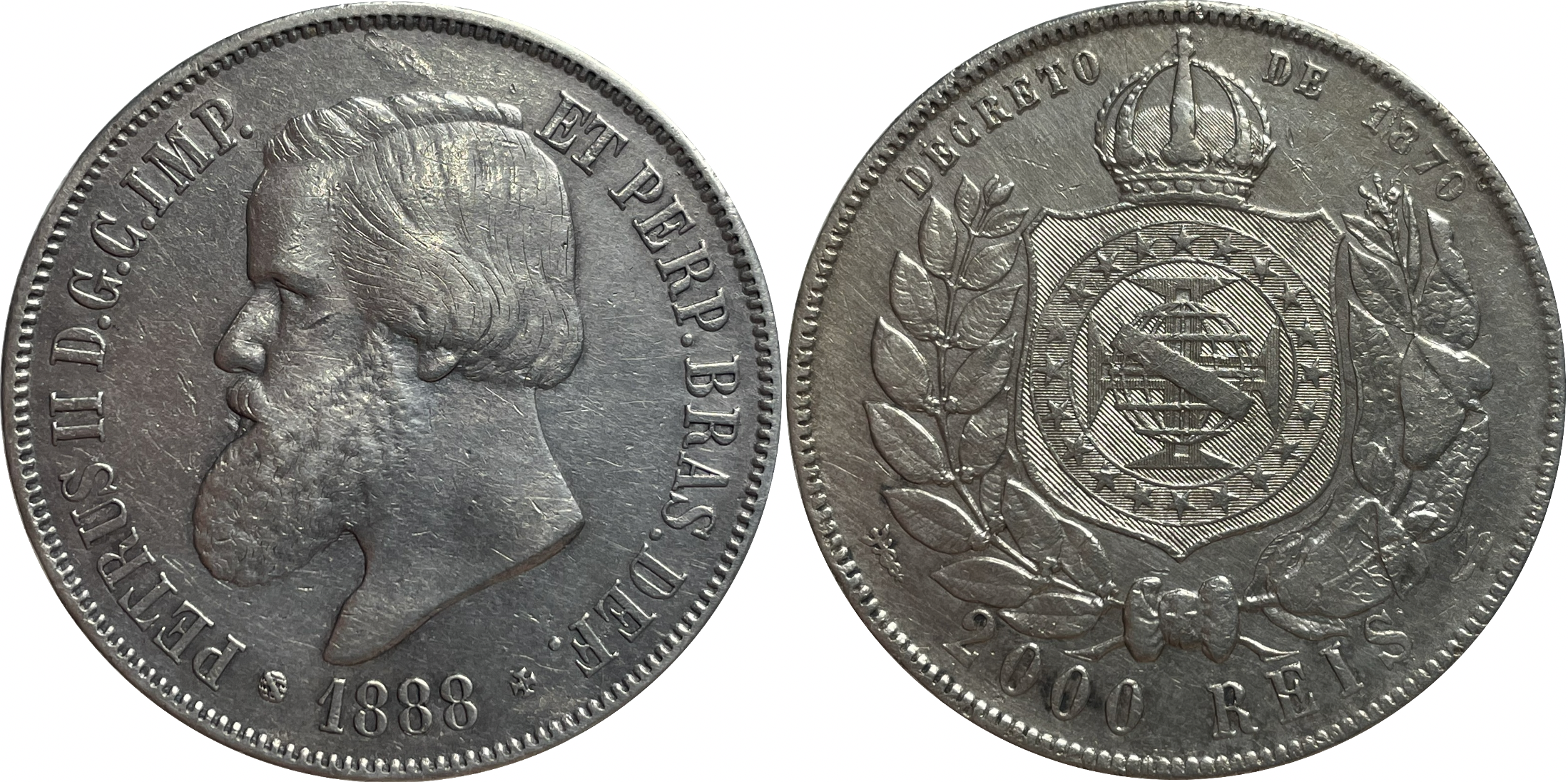
2000 reales 1888, emperador Pedro II
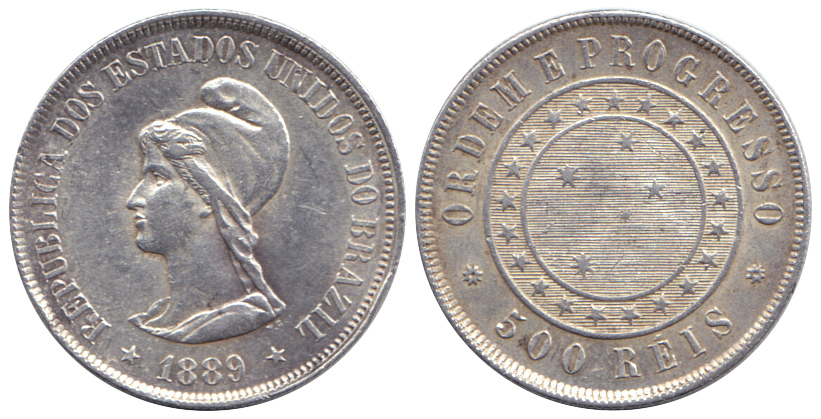
500 reales 1889, plata, República Velha